# Rockstar Lincoln
Rockstar Lincoln Ltd.（ロックスター・リンカン株式会社）はイギリスのリンカーンシャー州の州都に拠点されているゲーム開発スタジオで、アメリカのニューヨークに本社を設立しているロックスター・ゲームスの品質保証とビデオゲームのローカリゼーション専用の子会社である。

## 概要
1997年にテイクツー・インタラクティブの子会社であるタランチュラ・スタジオとして設立されたスタジオはゲームボーイとゲームボーイカラーにグランド・セフト・オートシリーズそしてオリジナルタイトルの「ラス・ヴェガス　クール・ハンド」と言うゲームを開発された。
2002年に社名を「Rockstar Lincoln」（ロックスター・リンカン）に替え、品質保証とビデオゲームのローカリゼーションだけを専用することになり、2006年にRockstar Lincoln Ltd.（ロックスター・リンカン株式会社）として設立された。

## 労働問題
ロックスター・リンカン株式会社で働く元従業員複数人が、低賃金にも関わらずら長時間労働をさせられていた(強制的)として、厳格なセキュリティ規制を受けた事例がある。

## 開発されたゲーム
| 年   | タイトル                                       | プラットフォーム         | 発売元                       |
| ---- | ---------------------------------------------- | ------------------------ | ---------------------------- |
| 1998 | Las Vegas Cool Hand                            | Game Boy, Game Boy Color | テイクツー・インタラクティブ |
| 1998 | Montezuma's Return!                            | Game Boy, Game Boy Color | テイクツー・インタラクティブ |
| 1998 | Rats!                                          | Game Boy, Game Boy Color | テイクツー・インタラクティブ |
| 1998 | Space Station Silicon Valley                   | Game Boy Color           | テイクツー・インタラクティブ |
| 1999 | Hollywood Pinball                              | Game Boy Color           | テイクツー・インタラクティブ |
| 1999 | Jim Henson's Muppets                           | Game Boy Color           | テイクツー・インタラクティブ |
| 1999 | Grand Theft Auto                               | Game Boy Color           | ロックスター・ゲームス       |
| 2000 | Austin Powers: Oh, Behave!                     | Game Boy Color           | ロックスター・ゲームス       |
| 2000 | Austin Powers: Welcome to My Underground Lair! | Game Boy Color           | ロックスター・ゲームス       |
| 2000 | グランド・セフト・オート2                      | Game Boy Color           | ロックスター・ゲームス       |
| 2001 | Kiss Pinball                                   | PlayStation              | テイクツー・インタラクティブ |
| 2001 | Hidden & Dangerous                             | PlayStation              | テイクツー・インタラクティブ |